# フィリピン航空812便ハイジャック事件
フィリピン航空812便ハイジャック事件は、2000年5月25日にフィリピンで発生したハイジャック事件。
ダバオのフランシスコ・バンゴイ国際空港からマニラ近郊のニノイ・アキノ国際空港に向かう定期国内旅客便として運航していたエアバス A330-301が、後にレジナルド・チュア（Reginald Chua）と特定された男によって着陸直前にハイジャックされたが、犯人が自家製のパラシュートで飛び降りて死亡したため乗客乗員に人的被害はなかった。

## 概要
ハイジャック犯は銃と手榴弾を持っており、銃を隔壁に向けて発砲し、コックピットに入れるよう要求した。しかし、それが拒否されたため、乗客に貴重品をバッグに入れるように要求した後、自身が自家製のパラシュートで脱出できるようパイロットに降下して航空機を減圧するよう命じた。しかし、パラシュートを作動させるリップコードが無かったため、機体のカーテンサッシからリップコードを1本製作した。飛び降りようとする直前、飛行機の開いた後部ドアからの突風に耐えられなかったため、客室乗務員が飛行機から飛び降りるのを手伝った。
ハイジャック犯は、リサール州アンティポロ上空の高度1,800メートル (5,900 ft)を飛行中に、スキーマスクと水泳ゴーグルを着用して盗んだ貴重品とともに飛行機から飛び降りた。結果的に乗客278名と乗員13名に怪我はなかった。当局は当初、彼のチケットに記載された名前に基づいて、彼の名前をアウグスト・ラカンデュラ（Augusto Lakandula）としていた。パイロットは、ハイジャック犯の生存に懐疑的な見方を示した。
3日後、ハイジャック犯はマニラの南東約70km（43マイル）にあるケソン州リアルラバク村のラグナ州との州境付近にて、土中にほぼ埋まった状態で死亡しているのが発見された。警察当局は、パラシュートを開くことができなかったため死亡したとみなした。運転免許証を通して彼の本名がレジナルド・チュア（Reginald Chua）であることが判明し、経済的な事由で困窮していたことも明らかとなった。

## 大衆文化における受容
飛行機から自家製パラシュートで飛び降りて死亡という犯人の死に様は嘲笑の対象となり、犯人はその年のダーウィン賞に選ばれている。
一方で、2013年の英国・フィリピンの共同制作映画『メトロマニラ 世界で最も危険な街』においては、この事件の原因ともなったフィリピンの貧困問題に絡めて取り上げられた。映画では、繊維工場の経営者であるライバルの工場に雇われたギャングに父親を亡くしたアルフレッド・サントスが、ライバルからの絶え間ない脅迫により事業を閉鎖せざるを得なくなり、旅客機をハイジャックして乗客から金と貴重品を引き渡すように命じた後、飛行機から飛び降りて死亡したという、この事件をもとにした話が主人公によって語られている。